# ماري أوسبورن يتس
ماري أوسبورن يتس (بالإنجليزية: Marie Osborne) هي مصممة وممثلة أمريكية، ولدت في 5 نوفمبر 1911 في دنفر في الولايات المتحدة، وتوفيت في 11 نوفمبر 2010 في سان كليمينتي في الولايات المتحدة بسبب مرض.

## أعمال

### أفلام
- أخر أيام بومبي

## وصلات خارجية
- ماري أوسبورن يتس على موقع IMDb (الإنجليزية)
- ماري أوسبورن يتس على موقع ألو سيني (الفرنسية)
- ماري أوسبورن يتس على موقع أول موفي (الإنجليزية)
- ماري أوسبورن يتس على موقع قاعدة بيانات الأفلام السويدية (السويدية)
- ماري أوسبورن يتس على موقع إن إن دي بي (الإنجليزية)
- ماري أوسبورن يتس على موقع قاعدة بيانات الفيلم (الإنجليزية)
- ماري أوسبورن يتس على موقع كينوبويسك (الروسية)